# ヴィルヘルム・フィーエトル
ヴィルヘルム・フィーエトル（独: Wilhelm Viëtor、1850年12月25日 - 1918年9月22日）は、ドイツの言語教育者、音声学者。外国語教育改革運動の中心人物。言語教育は音声を主とすべきであると主張した。また、そのために音声学の研究も行った。

## 生涯
（主に外部リンクのウォーリック大学のページによる）
フィーエトルはプロテスタントの牧師の子としてナッサウに生まれ、はじめは神学を学んだ。1872年から翌年にかけてイギリスで短期間ドイツ語を教えたあと、1874年にマールブルク大学に入学して英語を学んだ。1876年からデュッセルドルフで英語とフランス語を教えつつ、言語教育に関する論文を書いた。当時の言語教育は古典文学の読解や、例文の翻訳による方法(de:Grammatik-Übersetzungsmethode)が主だったが、フィーエトルは文字ではなく口による話し言葉の教育の重要性を訴えた。
1882年に「Quousque Tandem」の偽名で言語教育の刷新を訴えた小冊子『Der Sprachunterricht muss umkehren!』は従来の教育を激しい言葉で批判して、大きな反響を呼んだ。
イギリスのヘンリー・スウィート、フランスのポール・パシー、デンマークのオットー・イェスペルセンらがフィーエトルの主張に賛同した。
当時のドイツは比較言語学の最盛期であり、言語学は歴史的研究を主にしていた。現代の口語を中心とするフィーエトルはその正反対の方向へ進むものだった。
1884年にマールブルク大学の英語文献学の教授になった。同年出版した音声学の概説書『Elemente der Phonetik』は学問的にも優れた著作で、多くの版を重ねた。ドイツ語の発音をまとめた実用的な『Die Aussprache des Schriftdeutschen』も1925年までに11版を重ねた。
1886年にパシーが新しい言語教育のための「Phonetic Teachers' Association」（後に国際音声学会に発展）を作ると、初期から参加し、1888年にはパシーにかわって会長になった。1917年までその職にあった。
同年、「Phonetische Studien」という音声学の雑誌を創刊した。1894年にはより有名な「Die neuen Sprachen」を発行した。
フィーエトルは教育者育成のための夏季講座をマールブルク大学内に開いた。

## 著作
- Englische Schulgrammatik. (1898) [1879]

英語教育用の文法書。ヘンリー・スウィートの影響を受け、音声学を教育の基礎においた点で革新的だった。
- Quousque Tandem (1886) [1882]. Der Sprachunterricht muss umkehren!: Ein Beitrag zur Überbürdungsfrage. Verlag von Gebr. Henninger

教育改革の口火を切った冊子。第二版では本当の著者名が書いてある。
- Elemente der Phonetik und Orthoepie des deutschen, englischen und französischen. Verlag von Gebr. Henninger. (1884)

音声学概説。
- Die Aussprache des Schriftdeutschen. Leipzig: O. R. Reisland. (1905) [1885]

ドイツ語の発音。簡単な発音辞典と例文集つき(第6版)
- Deutsches Aussprachewörterbuch. Leipzig: O. R. Reisland. (1921) [1912]

ドイツ語発音辞典(第3版)。Collins & Mees (1998) p.123 によると、ダニエル・ジョーンズの英語発音辞典はこの本の影響を受けたかも知れないという。